# 圣马里勒普兰
圣马里勒普兰（法語：Saint-Mary-le-Plain，法語發音：[sɛ̃ maʁi lə plɛ̃]）是法国康塔尔省的一个市镇，属于圣弗卢尔区。

## 地理
圣马里勒普兰（45°11'12"N, 3°9'42"E）面积21.8 平方千米，位于法国奥弗涅-罗讷-阿尔卑斯大区康塔爾省，该省份为法国中南部省份，位于法國中央高原中心，北起科雷兹省、上盧瓦爾省和多姆山省，西接洛特省和科雷兹省，南至阿韦龙省和洛特省，东临上盧瓦爾省和洛泽尔省。
与圣马里勒普兰接壤的市镇（或旧市镇、城区）包括：博纳克、费里耶尔-圣玛丽、雷藏蒂耶尔、圣蓬西、维耶伊莱斯佩斯。

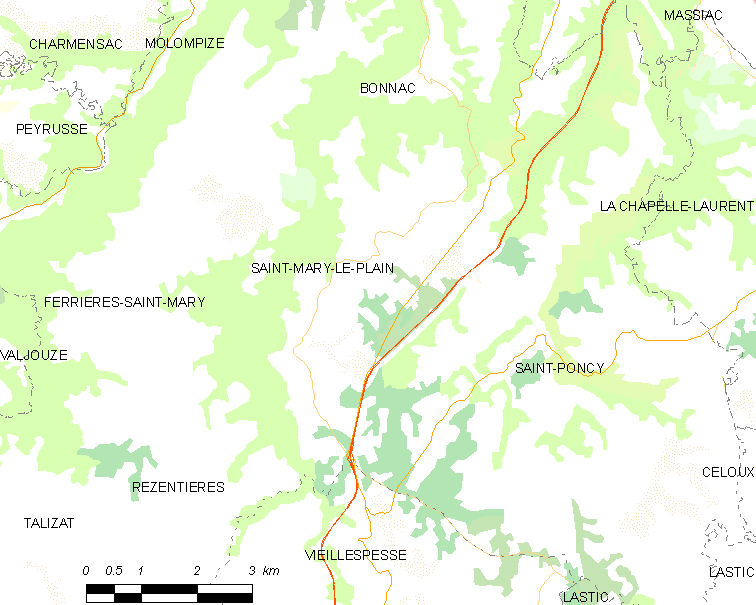
圣马里勒普兰的OSM定位图

圣马里勒普兰的时区为UTC+01:00、UTC+02:00（夏令时）。

## 行政
圣马里勒普兰的邮政编码为15500，INSEE市镇编码为15203。

## 政治
圣马里勒普兰所属的省级选区为圣弗卢尔第一县。

## 人口

1962-2008年间圣马里勒普兰人口变化图示

圣马里勒普兰于2022年1月1日时的人口数量为186人。